# مساكن رعاية دائمة

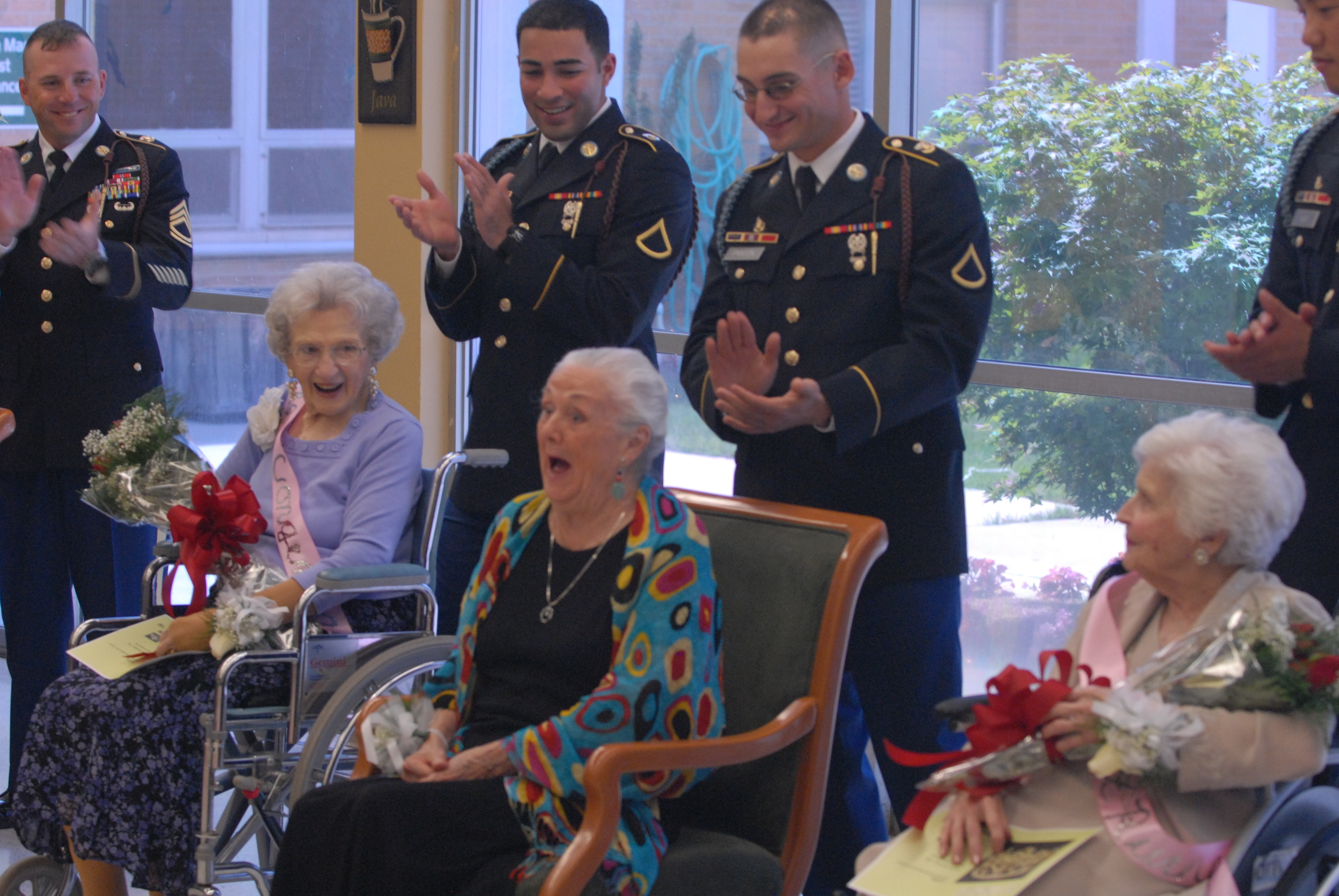

مساكن الرعاية الدائمة أو مرافق الرعاية الدائمة هي مرافق سكنية للأفراد ذوي الإعاقات. فهذه المرافق تقدم الإشراف أوالمساعدة في أنشطة الحياة اليومية وتنسيق الخدمات بواسطة مقدمي رعاية صحية خارجيين، ومراقبة أنشطة المقيمين لحماية صحتهم وسلامتهم ورفاهيتهم.
ويمكن أن تتضمن المساعدة إعطاء الدواء أو الإشراف على تناوله أو خدمات الرعاية الشخصية التي يقدمها موظف مدّرب.
لقد ظهرت الرعاية الدائمة الموجودة حاليًا في فترة التسعينيات كبديل لرعاية المسنين وذلك لمواصلة رعاية الأفراد الذين لا تناسبهم الرعاية المستقلة ولا يحتاجون لممرضة تقدم رعاية طبية طوال اليوم، كما أنهم أقل طعنًا في السن من الإقامة في دار رعاية المسنين. تعتبر الرعاية الدائمة فلسفة لتقديم الرعاية والخدمات بطريقة تعزز من الاستقلالية والكرامة.

## الرعاية الدائمة في الولايات المتحدة
في إطار نطاق الرعاية الدائمة بالولايات المتحدة لا يوجد تعريف وطني محدد للرعاية الدائمة، فمرافق الرعاية الدائمة يتم تنظيمها ومنح التراخيص لها على مستوى كل ولاية بالولايات المتحدة. فأكثر من ثلثي الولايات يستخدم المصطلح «الرعاية الدائمة» الحاصل على ترخيص. وبعض المصطلحات المرخص بها تُطلق على هذه الفلسفة حيث تشمل دار رعاية المسنين، ومرافق الرعاية الدائمة، ودور الرعاية الشخصية. ولدى كل وكالة منح تراخيص بالولاية تعريفها الخاص للمصطلح الذي تستعمله لوصف الرعاية الدائمة. ونتيجة لأن المصطلح الرعاية الدائمة لم يتم تعريفه ببعض الولايات فيعتبر مصطلحًا تسويقيًا تستخدمه مجموعة متنوعة من جمعيات رعاية الكبار سواء المرخّصة أو غير المرخّصة. وتحظى دور مرافق الرعاية الدائمة بالولايات المتحدة بمتوسط معدل شهري وطني يبلغ 3261.00 دولارًا في عام 2011، بزيادة 2.39% عن عام 2010، و5.99% على مدار فترة ست سنوات منذ عام 2005 حتى عام 2011.

## الأنواع
تتعدد أنواع النماذج المادية للمباني التي تقدم خدمات الرعاية الدائمة كما تتنوع بكثرة تراخيص الولايات والتعريفات. ويتنوع نطاق حجم مرافق الرعاية الدائمة بداية من منازل الإقامة الصغيرة التي تتسع لمقيم واحد وانتهاء بمرافق الرعاية الدائمة الكبيرة جدًا التي تقدم الخدمات لمئات المقيمين. وتأتي الرعاية الدائمة في مرتبة ما بين جمعيات الرعاية المستقلة ومرافق الرعاية التمريضية شديدة التخصص في ضوء بنود مستوى الرعاية المقدمة. وتجمع مرافق الرعاية المستمر للمسنين بين الرعاية المستقلة والرعاية الدائمة والرعاية التمريضية في مرفق واحد.
ويحظى الأفراد الذين يعيشون في مرفق رعاية دائمة جديدة بسكن خاص. وعادةً لا توجد أداة مراقبة طبية خاصة يمكن للمرء الحصول عليها بدار التمريض، كما أن موظفي التمريض بها يمكن ألّا يكونوا موجودين طوال الوقت. وبالرغم من ذلك فالموظفون المدربون عادةً ما يتواجدون بالموقع على مدار الساعة لتقديم الخدمات الأخرى الضرورية. فالأعمال المنزلية يتم أداؤها: حيث يتم تغيير الملاءات، وغسل الأغراض، وإعداد الطعام وتقديمه كجزء من الإيجار الأساسي والخدمات المشمولة. وبناء على الإعلان عن الخدمات يمكن أن تتضمن خدمات الرعاية الدائمة المعالجة الطبية، والمساعدة في الاستحمام وارتداء الملابس والمصاحبة أثناء الذهاب لتناول الوجبات والأنشطة والقيام بالأنشطة، وقضاء الحاجة والانتقال، والحصول على حقن الإنسولين على يد ممرضة معتمدة. وبعض دور الرعاية تتضمن صالون تجميل بموقعها. كما تتوافر خدمات البقالة أيضًا. وتعتبر الشقق الخاصة بصورة عامة مستقلة بذاتها حيث وجدت؛ بمعنى أن بها غرف نوم وحمامات خاصة، وربما تتضمن مساحة منفصلة مخصصة للمعيشة أو مطبخ صغير. يمكن طلب الممرضات المعتمدات والممرضات الممارسات المؤهلات عن طريق الهاتف أو عبر البريد الإلكتروني على مدار اليوم، وهذا لضمان تقديم تعليم و/أو توجيه مناسب لفريق العمل المتاح.
وبدلاً من ذلك فمناطق الرعاية الفردية يمكن أن تشبه مكان النوم أو حجرة الفندق المكونة من منطقة خاصة أو شبه خاصة للنوم وحمام مشترك. يوجد العديد من المناطق المشتركة عادةً لمشاركة الأنشطة الاجتماعية مع الآخرين مثل المطبخ المركزي أو حجرة الغداء المخصصة لإعداد وتناول الوجبات.

### الشخص المقيم النموذجي
عرّف المتخصصون الشخص المقيم بمرافق الرعاية الدائمة بأنه الشخص الذي يحتاج لمساعدة في نشاط واحد على الأقل من أنشطة الحياة اليومية.
والشخص المقيم النموذجي نزيل مرافق الرعاية الدائمة يمكن أن يكون عادة مواطنًا بالغًا لا يحتاج لمستوى الرعاية الذي تقدمه دور الرعاية ولكن يفضل الحصول على مزيد من الصحبة ويحتاج مساعدة في المعايشة اليومية. وتتنوع الفئات العمرية لدى كل مرفق. ويشهد الوقت الحالي نقلة في الرعاية طويلة الأجل، فجمعيات الرعاية الدائمة تقبل مستويات أعلى من الرعاية، ودور الرعاية أصبحت مكانًا للذين يخضعون لإعادة التأهيل بعد الإقامة بالمستشفيات أو أفراد يريدون مساعدة مكثفة. إن العديد من جمعيات الرعاية الدائمة تتقبل الآن أفرادًا يحتاجون للمساعدة أثناء أداء جميع الأنشطة اليومية الحياتية.
لقد أشارت الرابطة الأمريكية للرعاية الدائمة إلى أن متوسط عمر المقيمين بدور الرعاية الدائمة يبلغ 86.9 عامًا (متوسط عمر الإناث 87.3، ومتوسط عمر الذكور 85.7). والمقيمات الإناث (73.6%)، حيث يفوق عدد المقيمين الذكور بنسبة 3 إلى 1. والغالبية بنسبة (76.6%) من نزلاء دور الرعاية الدائمة، وما يزيد عن 12% لا يزالون متزوجين أو لديهم شريك. ويبلغ متوسط الإقامة بدور الرعاية الدائمة 28.3 شهرًا (المتوسط 21.0 شهرًا).

## الاحتياجات الخاصة
يمكن أن يساعد محل الإقامة في ترتيب خدمات مناسبة في الرعاية الطبية أو الصحية أو المتعلقة بعلاج الأسنان لكل نزيل. ويقوم الشخص المقيم بصورة عامة باختيار متخصص الرعاية الطبية أو علاج الأسنان الخاص به.
أما الأفراد المقيمون الذين لديهم عجز مؤقت نتيجة المرض أو الإصابة أو النقاهة على إثر إجراء عملية جراحية، فغالبًا يسمح لهم بالبقاء بمحل الإقامة أو العودة لمركز إعادة التأهيل أو مرافق تمريض شديدة التخصص أو المستشفى إذا كان من الممكن أن تقدم دار الرعاية الدائمة خدمات مناسبة. ومن المهم تذكّر أن دور الرعاية الدائمة تعتبر حلقة الوصل بين الإقامة بالمنزل والإقامة بدار رعاية. إلا أن دور الرعاية الدائمة لا تقدم نموذجيًا مستوى الرعاية التمريضية عالية الخبرة المستمرة والتي تقدمها دور التمريض أو المستشفيات.
وقد صُممت بعض المرافق التي بُنيت حديثًا لضمان سهولة حصول المعاقين على الخدمات. فالحمامات والمطابخ صُممت متضمنة مراعاة توفير كرسي للمقعدين ومشّايات. كما أن المداخل والأبواب شديدة الاتساع لتناسب كراسي المقعدين. فهذه المرافق متوافقة تمامًا بالضرورة مع القانون الأمريكي للمعاقين لعام 1990 أو التشريعات المماثلة بأماكن أخرى.
إن مظاهر التنشئة الاجتماعية الخاصة بمرافق الرعاية الدائمة تعتبر شديدة النفع للنزلاء. كما أن المرفق به عادة العديد من الأنشطة المجدولة لخدمة النزلاء مع مراعاة الإعاقات والاحتياجات المختلفة.
هذا علاوة على أن العديد من مرافق الرعاية الدائمة تلبي احتياجات مجتمع المضطربين نفسيًا، وفي المقام الأول الأفراد المصابون بـالخرف بما يشمل الزهايمر، وهذا بالإضافة إلى آخرين طالما أنهم لا يشكلون خطرًا كبيرًا على أنفسهم أو على الآخرين. وفي الولايات المتحدة، لا يحدد التشريع الذي تطبقه كل ولاية مستوى الرعاية فحسب، ولكن غالبًا الحالات التي يُمنع رعايتها بالمنزل في نحو هذه الحالة.

## وصلات خارجية
- RIBA Guide for Assisted Living